# Metro v Oděse
Metro v Oděse (ukrajinsky Одеске метро) byl projekt na výstavbu podzemní dráhy v Oděse na Ukrajině.
Poprvé se návrh na výstavbu oděského metra objevil v 60. letech 20. století, kdy ale nebyl zanesen do generálního rozvoje města kvůli četným technickým problémům, které se zdály neřešitelnými. Mezi ně patřily například katakomby. Navíc bylo město poměrně malé a nesplňovalo podmínky pro výstavbu metra v tehdejším Sovětském svazu.

## Projekt

### Počátky
Metro v Oděse začalo být bráno vážně až na konci 70. let 20. století, kdy se počet obyvatel města blížil k jednomu milionu a dopravní situace se zhoršovala. Rozpoložení města se navíc zdálo zcela ideální; vzhledem k tomu, že se Oděsa nachází na pobřeží a je velice dlouhá. Bylo proto nejprve navrženo postavit pouze jednu dlouhou linku, která by se táhla přes celé město a přes velké obytné oblasti.

### 80. léta
V polovině 80. let začal institut Lenmetrogiprotrans projektovat první linku metra. Přítomnost katakomb se později ukázala jako menší problém, než se původně předpokládalo a bylo rozhodnuto postavit metro pod nimi. Trať měla vést z Čornomorsku do obytné oblasti Kotovskoho; přes obytnou oblast Tajrov, jihozápadní oblast, nádraží, centrum, průmyslovou zónu Peresyp a Luzanivku.
V 80. letech projekt vypadal nadějně. Byl vytvořen projekt s dvěma linkami (zřídka se objevovala linka třetí, zelená polookružní), ale předposlední generální tajemník KSSS Konstantin Černěnko vyřadil Oděsu spolu s Doněckem z měst, které měly mít metro. Místo toho byly do plánu zařazeny Rostov na Donu, Čeljabinsk a Krasnojarsk. Projekt metra se zdál u konce, ale vedení Oděsy jej přes to zařadilo do generálního plánu města v roce 1989. Výstavba měla začít již v roce 1991 s jednou dlouhou hlavní linkou, která měla kopírovat pobřeží a druhou směřující na západ. První část první linky měla být uvedena do provozu krátce před rokem 2000.

### 90. léta
Na začátku 90. let 20. století byl projekt metra téměř zapomenut. Hlavní překážkou byly finance, kdy se země ocitla v hluboké ekonomické krizi v důsledku rozpadu Sovětského svazu a přerušení ekonomických vazeb a bylo nutné řešit jiné problémy. Na konci 90. let v roce 1998 však začali oděští specialisté znovu pracovat na projektu výstavby metra. Navrch byl vypracován projekt jednokolejné nadzemní zavěšené tratě jakožto alternativa. Nadzemní dráha se navíc mohla stát prototypovým projektem pro budoucí výstavbu v dalších městech. V cenách z roku 2000 měla dráha stát zhruba milion dolarů za kilometr, což bylo údajně dvacetkrát levnější než plánované metro. V roce 2004 byla vybudována testovací dráha této koncepce v Hostomeli u Kyjeva. Později se ale o projektu nemluvilo.

### 21. století
V letech 2001 až 2003 se opět poměrně často objevovaly projekty na vytvoření metra v Oděse. To mělo propojit centrum města s obytnými oblastmi. Později však byly všechny projekty odloženy. v roce 2007 tvůrce generálního plánu, dopravní specialista Dmitrij Žukov, oznámil, že do roku 2031 se v Oděse objeví metro. Projekt měl zahrnovat dvě linky. Tento projekt byl navíc součástí hlavního rozvoje metra na Ukrajině z roku 2006, který počítal s metrem v Záporoží, Lvově a Oděse.
V roce 2009 navrhla společnost Elektrotrans-Odesa projekt lehkého metra s podzemní i nadzemní dráhou o délce 22 kilometrů. V roce 2017 byly opět veškeré projekty zastaveny. Tehdy údajně z důvodu, že by to městský ani státní rozpočet neumožnil.
Otázka výstavby metra byla opět na stole v roce 2021. Tehdy vedení města považovalo realizaci projektu za reálnou. Na vývoji se dokonce podíleli specialisté z kyjevského metra. Později se však ukázalo, že bude vhodnější vysokorychlostní tramvajová trať. Projekt metra byl opět odložen na neurčito. Vzhledem k dopravní sutuaci je pravděpodobné, že Oděsa v budoucnu metro mít bude, ale v roce 2025 je projektování zastaveno.